# Pacoa
Pacoa est un corregimiento départemental de Colombie, situé dans le département de Vaupés.